# سيرج لانغ
سيرج لانغ (بالفرنسية: Serge Lang )‏ (و. 1927 – 2005 م) هو رياضياتي من فرنسا، والولايات المتحدة، ولد في سن جرمن آن له، وكان عضوًا في الأكاديمية الوطنية للعلوم، توفي في بيركيلي، كاليفورنيا، عن عمر يناهز 78 عاماً.

## التعليم
تعلم في معهد كاليفورنيا للتقنية، وجامعة برنستون.

## جوائز
حصل على جوائز منها:
- Cole Prize in Algebra  [لغات أخرى]‏ (1960)
- زمالة غوغنهايم
- جائزة هومبولت
- Petit d'Ormoy, Carriere, Thebault Award  [لغات أخرى]‏
- جائزة لوري ستيل [الإنجليزية]‏.